# Сапило, Виталий Романович
Виталий Романович Сапило (укр. Віталій Романович Сапило; 3 сентября 2000, Черче, Ивано-Франковская область — 25 февраля 2022, Термаховка, Киевская область) — украинский военнослужащий, лейтенант Вооружённых сил Украины, участник российско-украинской войны. Герой Украины (2022).

## Биография
Родился в селе Черче Ивано-Франковской области. Занимался футболом. Воспитанник детско-юношеской футбольной школы львовских «Карпат». В детские годы его тренировал односельчанин Андрей Дигдалович, погибший активист Евромайдана, Герой Украины.
Погиб 25 февраля 2022 года во время обороны Киева от российских войск. Командир танкового взвода. Погиб во время авиаудара. Похоронен в селе Сокольники Львовской области.

## Награды
- Герой Украины с вручением ордена «Золотая Звезда» (2 марта 2022 года) — за личное мужество и героизм, проявленные в защите государственного суверенитета и территориальной целостности Украины, верность военной присяге (посмертно)[5].